# RAAF Base Pearce

i7
i11
i13
RAAF Base Pearce (ICAO-Code: YPEA) ist ein Militärflugplatz der Royal Australian Air Force 35 km nordöstlich von Perth im Bundesstaat Western Australia. Es ist der Hauptschulungsflugplatz sowohl für die RAAF als auch der Republic of Singapore Air Force (RSAF).
Es ist die Basis mit den meisten Flugbewegungen im gesamten Land, zu denen auch zivile Bewegungen zählen. Neben der Hauptrolle der Pilotenausbildung hat Pearce als einzige permanente Basis an der Westküste eine bedeutende Funktion für logistische Aufgaben. Administrativ untersteht Pearce auch die für die Ausbildung mitbenutzte Piste von RAAF Gingin 40 km weiter nördlich.
Benannt wurde die Basis nach dem Politiker Sir George Foster Pearce.

## Geschichte

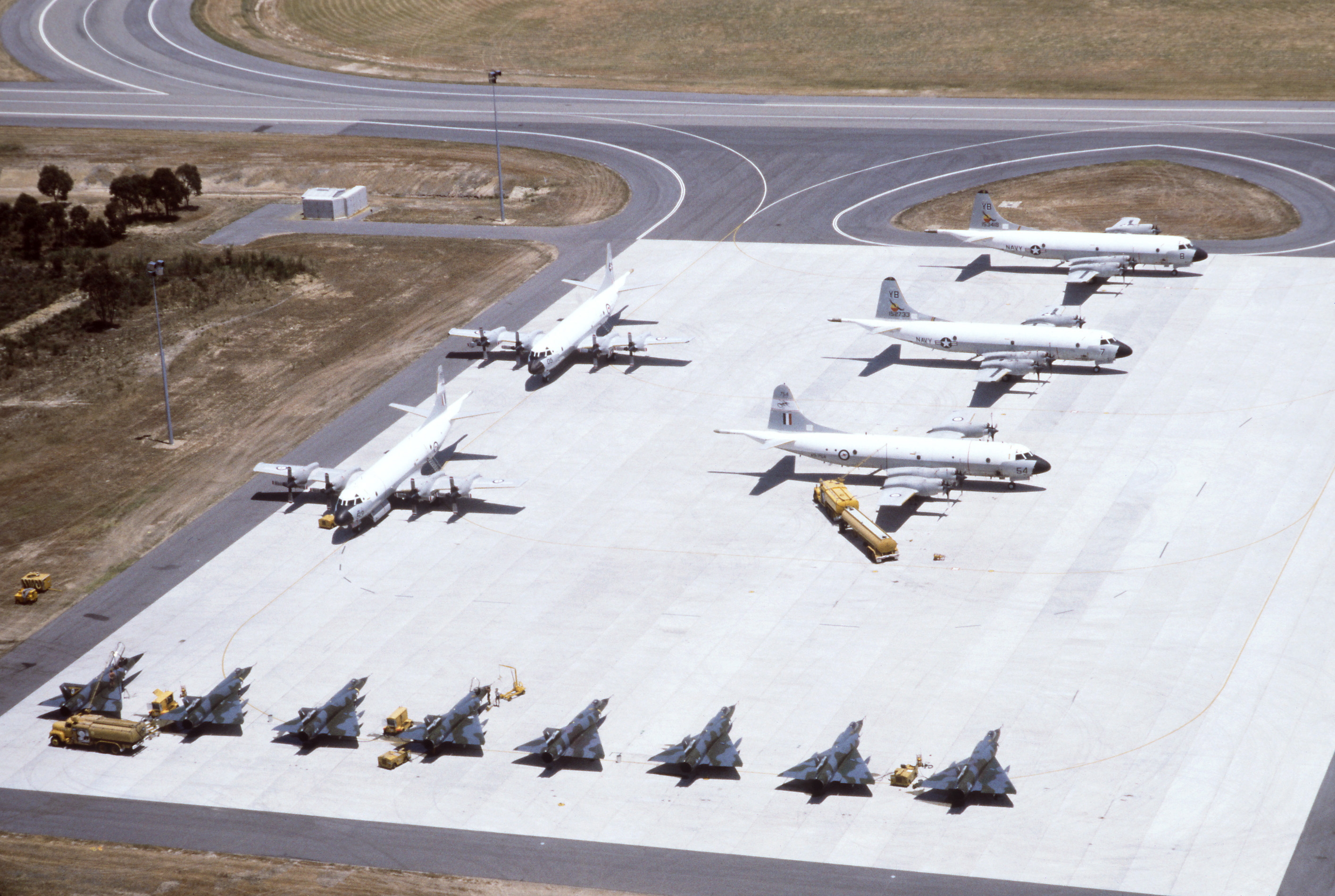
Flugzeuge der RAAF und der RNZAF in Pearce

Mit dem Bau des Flugplatzes begann man 1936 in der Nähe von Bullsbrook. Als Pearce Air Force Station wurde die Einrichtung am 6. Februar 1939 eröffnete und wurde Heimatplatz der 14 Squadron und der 25. Squadron. Die eingesetzten Typen waren die Hawker Demon und Avro Anson.
Während des Zweiten Weltkrieges wurde die Station Heimat der 5. Initial Training School im Rahmen des Empire Air Training Schemes, wo die Rekruten grundlegendes Wissen über Mathematik, Navigation und Aerodynamik erwarben.
Zwischen 1946 und 1954 lag die mit modifizierten Avro Lincoln 694 Bombern ausgerüstete 11. Squadron am Platz, deren Aufgabe Patrouillenflüge über dem Indischen Ozean waren. Seit 1. Juni 1952 trägt die Basis ihre heutige Bezeichnung und zum Ende der 1950er Jahre wurde die noch heute in Pearce beheimatete 2. Flying Training School (Bezeichnung bis Ende 1968 1. Applied Flying Training School) auf den Stützpunkt verlegt.
Zur Fortgeschrittenenschulung nutzte die 2. FTS zwischen 1987 und 2019 die Pilatus PC-9/A. Deren Nachfolgemuster,  die Pilatus PC-21, wurde zunächst auf der RAAF Base East Sale stationiert.
Die 130. Staffel der RSAF nutzte hier zur Schulung von 1998 bis 2008 zunächst Aermacchi S 211, die 2008 ebenfalls durch PC-21 ersetzt wurden.
Im Frühjahr 2014 war die Basis ein Zentrum der Suche nach dem Malaysia-Airlines-Flug 370.

## Heutige Nutzung
Zurzeit (2020) sind folgende fliegende Verbände auf der RAAF Base Pearce stationiert:
- Die RAAF verwendet hier seit 1998 für das Kampftraining die Hawk 127 der 79. Squadron.
- Die No. 2 Flying Training School setzt seit 2019 die Pilatus PC-21 ein.
- Die Ausbildung der RSAF-Piloten obliegt der 130. Squadron, seit 2008 ausgerüstet mit PC-21.

Hinzu kommen noch einige reguläre nicht fliegende Einheiten sowie mit der 25. (City of Perth) Squadron noch eine Reserveeinheit.